# Черних Сергій Олександрович
Черних Сергій Олександрович (рос. Черных Сергей Александрович, 22 січня 1912, Нижній Тагіл —16 жовтня 1941) — радянський військовий льотчик, брав участь у громадянській війні в Іспанії як командир ланки винищувальної авіаескадрильї у військах республіканців, Герой Радянського Союзу (1936).

## Життєпис
Народився 1912 року в місті Нижній Тагіл у сім'ї робітника. Після закінчення семи класів школи і ФЗУ при паровозному депо працював слюсарем у тому ж депо, а 1930 року був призваний до лав Червоної Армії. З 1932 року — член ВКП (б).
1933 року закінчив Сталінградську військову авіаційну школу. З грудня 1933 року служив у 107-й авіаційній ескадрильї Московського військового округу. У 1936 році йому було надано звання лейтенанта разом з посадою командира ланки винищувачів І-16 61-ої винищувальної авіаескадрильї. З листопада того ж року він вступив у громадянську війну в Іспанії на боці республіканців як командир ланки ескадрильї І-16. Більше 50 разів піднімався в небо Іспанії, при цьому збивши п'ять літаків. Йому випало стати першим у світі льотчиком, що збив німецький літак-винищувач новітньої конструкції Messerschmitt Bf 109.
В Іспанії Сергія Черних підвищили до капітана республіканських ВПС. А після повернення в СРСР він з лейтенанта відразу був підвищений до майора.
31 грудня 1936 року майорові Черних Сергію Олександровичу в числі 11 учасників Громадянської війни в Іспанії було присвоєно звання Героя Радянського Союзу з врученням ордену Леніна. Після запровадження знаку почесного звання йому була вручена медаль «Золота Зірка» № 21.
У серпні 1937 року став командиром ескадрильї. На початку 1938 року став полковником і призначений командиром 83-ї авіаційної бригади, у жовтні 1938 року - заступником командувача ВПС Забайкальського військового округу, потім заступником командувача ВПС 2-ї окремої Далекосхідної Червонопрапорної армії і заступником командувача ВПС Далекосхідного фронту.
У травні 1940 став заступником командувача ВПС Одеського військового округу. 1940 року закінчив курси підготовки старшого командного складу в Академії Генерального штабу. 4 червня 1940 року в числі кількох командирів отримав звання генерал-майора авіації. У червні 1940 року призначений командиром 9-ої змішаної авіадивізії Західного особливого військового округу. 
22 червня 1941 року, першого дня Німецько-радянської війни, дивізія Черних втратила 347 із 409 літаків. 8 липня 1941 року Черних було заарештовано за «самовільний відступ», згодом він постав перед військовим трибуналом і 28 липня 1941 року засуджений до страти. Його було страчено на полігоні «Комунарка» 16 жовтня 1941 року разом із багатьма іншими радянськими воєначальниками, звинуваченими у невдачах початкового періоду війни.
Посмертно реабілітований Ухвалою Військової колегії Верховного суду СРСР від 5 серпня 1958 року.